# ゾーイ・レイ
ゾーイ・レイ（Zoe Rae, 1910年7月13日 - 2006年5月20日）は、アメリカ合衆国の子役女優である。出生名はゾエ・レイ・パーミター・ベック （Zoë Rae Palmiter Bech）、初期芸名はゾーイ・ベック（Zoe Bech）、ゾーイ・デュレイ（Zoe DuRae, Zoe Durae）。日本ではゾオ・レー、ゾー・ラエ等とも表記された。

## 人物・来歴
1910年（明治43年）7月13日、イリノイ州シカゴに生まれる。
まだ5歳に満たないころである1915年（大正4年）、ユニヴァーサル・フィルム・マニュファクチュアリング・カンパニー（現在のユニバーサル・ピクチャーズ）に入社、同年3月2日に公開されたベス・メレディス脚本、クレオ・マディソン主演の短篇映画 Their Hour に出演して、映画界にデビューする。出演2作目以降は、バイオグラフ・カンパニーに移籍、同社が量産する短篇映画に出演する。
1916年（大正4年）3月22日に公開されたルパート・ジュリアン監督の The Desperado に出演して、ユニヴァーサルに復帰する。同年、同社が設立した子会社・ブルーバード映画で、『恨の歌』、『愛の決闘』、『小国民』、『勇敢なる喇叭卒』、『山の想出』、『クリスマスの前夜』、『名花の蕾』に主演を含めて出演、これらは日本でも公開された。
1920年（大正9年）9月20日に公開されたアルフレッド・サンテル監督の短篇映画 Rings and Things に出演したのを最後に、満10歳で引退している。
満24歳を迎える1934年（昭和9年）、ローランド・フォスター・バーロウと結婚、のちに2児をもうける。1999年（平成11年）4月6日、夫ローランドと死別する。
2006年（平成18年）5月20日、オレゴン州ニューバーグで老衰のため死去した。満95歳没。墓所は不明である。

## フィルモグラフィ
すべて出演作である。

### ゾーイ・ベック時代
- Their Hour : 監督不明、脚本ベス・メレディス、主演クレオ・マディソン、1915年
- A Much-Needed Lesson : 監督不明、主演ジャック・マルホール、1915年 - 出演・役 The Little Daughter
- The Canceled Mortgage : 監督不明、主演クレア・マクダウェル、1915年 - 出演・役 The Widow's Little Daughter
- Bobby's Bargain : 監督不明、主演ジャック・マルホール、1915年 - 出演・役 Bobby
- The Candidate's Past : 監督不明、主演チャールズ・パーリー、1915年 - 出演・役 The Candidate's Daughter
- The Divided Locket : 監督不明、主演オーガスタ・アンダーソン、1915年 - 出演・役 The Little Child
- The Little Runaways : 監督エドワード・モリッシー、主演ガス・ピクスリー、1915年 - 出演・役 Their child
- A Letter to Daddy : 監督エドワード・モリッシー、1915年
- The Law of Love : 監督J・ファーレル・マクドナルド、1915年
- The Ace of Diamonds : 監督ジョージ・リーム、1915年
- Dora : 監督トラヴァース・ヴェール、1915年
- The Stranger in the Valley : 監督ウォルター・V・コイル、1915年
- And by These Deeds : 監督レイ・バートレット・フィジオック、1915年
- Her Soul Revealed : 監督オーガスタ・アンダーソン、1915年
- The Inevitable : 監督ウォルター・V・コイル、1915年
- Harvest : 監督不明、主演フランクリン・リッチー、1915年
- The Passing Storm : 監督アラン・ヘイル、主演チャールズ・ベネット、1915年
- Love's Enduring Flame : 監督不明、主演チャールズ・ベネット、1915年
- Packer Jim's Guardianship : 監督レイ・バートレット・フィジオック、1915年 - 出演・役 Little Girl
- The Desperado : 監督・主演ルパート・ジュリアン、1916年
- Love Laughs at Dyspepsia : 監督ローイ・クレメンツ、1916年
- Lonesome House : 監督ジョージ・コクレン、1916年
- The Beloved Liar : 監督ジョージ・コクレン、1916年
- 『恨の歌』 Naked Hearts : 監督ルパート・ジュリアン、1916年 - 主演・役 Maud, as a child
- The Attic Princess : 監督ジョージ・コクレン、1916年 - 出演・役 Hilda Dawn
- Betty's Hobo : 監督ジョージ・コクレン、1916年
- The Grip of Crime : 監督ジョージ・コクレン、1916年

### ゾーイ・レイ時代
- The Human Cactus : 監督・主演ルパート・ジュリアン、1916年 - 「ゾーイ・デュレイ」名義
- God and the Baby : 監督ジョージ・コクレン、1916年 - 「ゾーイ・デュレイ」名義
- 『愛の決闘』 Bettina Loved a Soldier : 監督ルパート・ジュリアン、主演ルイズ・ラヴリー、1916年 - 「ゾーイ・デュレイ」名義 / 出演・役 Bella
- 『山間の悲鳴』 A Mountain Tragedy : 監督ジョージ・コクレン、1916年 - 主演
- Through Baby's Voice : 監督ジョージ・コクレン、主演ダグラス・ジェラード、1916年
- 『小国民』 Gloriana : 監督E・メイソン・ホッパー、1916年 - 主演・役 Gloriana
- 『勇敢なる喇叭卒』 The Bugler of Algiers : 監督ルパート・ジュリアン、主演エラ・ホール、1916年 - ノンクレジット出演
- Polly Put the Kettle On : 監督・主演ダグラス・ジェラード、1917年 - 出演・役 Susie Vance
- 『夜半の怪』 Midnight : 監督・主演アレン・ホルバー、1917年
- 『霊か肉か』 Heart Strings : 監督・主演アレン・ホルバー、1917年 - 出演・役不明
- 『家なき児』 The War Waif : 監督・主演アレン・ホルバー、1917年
- The Grudge : 監督・主演ウィリアム・V・モング、1917年
- Chubby Takes a Hand : 監督・主演ウィリアム・V・モング、1917年
- By Speshul Delivery : 監督ジョージ・L・サージェント、1917年 - 主演
- The Circus of Life : 監督ルパート・ジュリアン、主演エルシー・ジェーン・ウィルソン、1917年 - 出演・役 Daisy Mae
- 『漏電』 Heart of Gold : 監督ジョージ・L・サージェント、1917年 - 主演
- 『山の想出』 A Kentucky Cinderella : 監督・主演ルパート・ジュリアン、1917年 - 出演・役 Zoe
- The Golden Heart : 監督ジョージ・L・サージェント、1917年
- 『海賊の娘』 The Little Pirate : 監督エルシー・ジェーン・ウィルソン、1917年 - 主演・役 Margery
- 『クリッケット』 The Cricket : 監督エルシー・ジェーン・ウィルソン、1917年 - 主演・役 The Cricket as a child
- The Silent Lady : 監督エルシー・ジェーン・ウィルソン、主演グレッチェン・レデラー、1917年 - 出演・役 Little Kate
- 『クリスマスの前夜』 My Little Boy : 監督エルシー・ジェーン・ウィルソン、主演エラ・ホール、1917年 - 出演・役 Paul
- 『好戦将軍』 The Kaiser, the Beast of Berlin : 監督・主演ルパート・ジュリアン、1918年 - 出演・役 Gretel
- 『正夢』 The Magic Eye : 監督レイ・バージャー、1918年 - 出演・役 Shirley Bowman
- 『名花の蕾』 Danger Within : 監督レイ・バージャー、1918年 - 主演・役 Dolly Paulton
- The Star Prince : 監督マドレーヌ・ブランダイス、1918年 - 出演・役 Star Prince
- 『薄命の女』 The Weaker Vessel : 監督ポール・パウエル、1919年 - 出演・役 Jane
- 『鞍上の勇者』 Ace of the Saddle : 監督ジャック・フォード、1919年 - 出演・役 Child
- Rings and Things : 監督アルフレッド・サンテル、1920年

## 関連事項
- バイオグラフ・カンパニー（Biograph Company）

## 註
1. 1 2 3 4 5 6 7 8 9 10 11 12  Zoe Rae, Internet Movie Database （英語）, 2010年5月19日閲覧。
2. ↑  ゾー・ラエ、movie-fan.jp, 2010年5月19日閲覧。
3. ↑  『ブルーバード映画の記録』 : 製作・著・発行山中十志雄・塚田嘉信、1984年4月、p.60-63.
4. ↑  Zoe Rae, Find A Grave （英語）, 2010年5月19日閲覧。